# Josimo Morais Tavares
Josimo Morais Tavares (Marabá, 5 de abril de 1953 – Imperatriz, 10 de maio de 1986) foi um sacerdote católico brasileiro, coordenador da Comissão Pastoral da Terra. Foi assassinado a mando de fazendeiros da microrregião do Bico do Papagaio (atual estado de Tocantins) por sua defesa dos trabalhadores rurais.